# Phragmatobia gruneri
Phragmatobia gruneri är en fjärilsart som beskrevs av Otto Staudinger 1867. Phragmatobia gruneri ingår i släktet Phragmatobia och familjen björnspinnare. Inga underarter finns listade i Catalogue of Life.